# LOXHD1
LOXHD1‏ (Lipoxygenase homology domains 1) هوَ بروتين يُشَفر بواسطة جين LOXHD1 في الإنسان.